# 洛韋奇高地

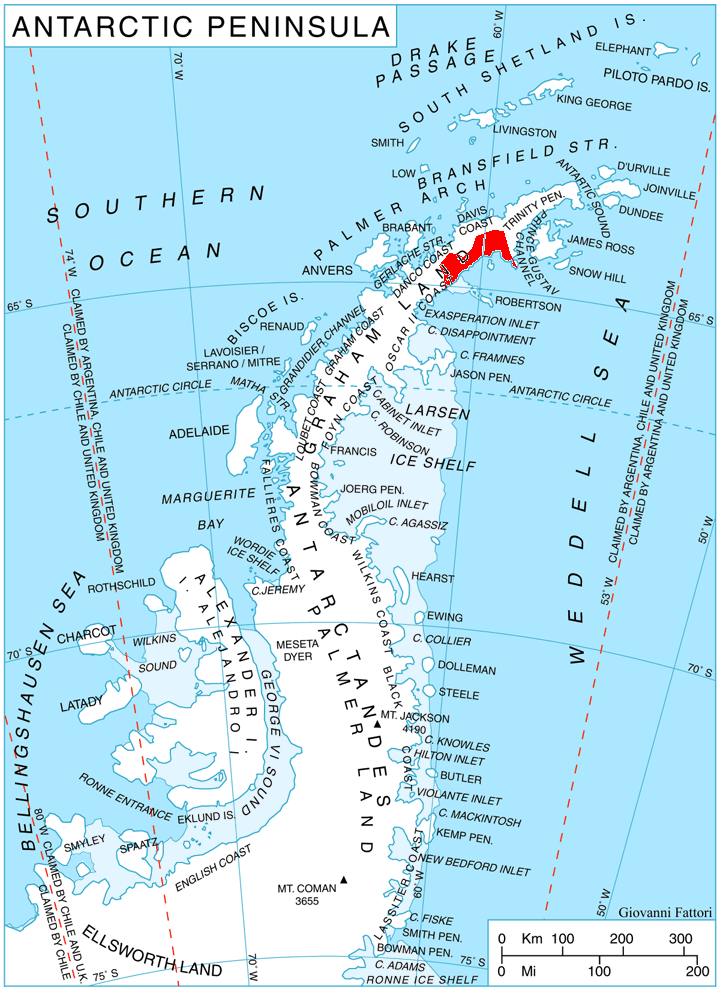

洛韋奇高地是南極洲的高地，位於葛拉漢地，東北面是茲洛庫切內冰川，長15.5公里、寬9.7公里，海拔高度1,700米，以保加利亞北部城市命名。
64°53′00″S 61°08′00″W / 64.88333°S 61.13333°W

## 外部連結
- Lovech Heights. （页面存档备份，存于） SCAR Composite Antarctic Gazetteer.